# Anna Eufrozyna Sieniawska
Anna Eufrozyna z Chodkiewiczów Sieniawska herbu własnego (zm. w kwietniu 1633) – chorążyna koronna.
Była córką wojewody trockiego Aleksandra Chodkiewicza i jego pierwszej żony Eufemii Sienieńskiej. Była jedyną dziedziczką olbrzymiej fortuny po ojcu. W 1623 wyszła za mąż za chorążego koronnego Prokopa Sieniawskiego. W posagu otrzymała miasto Szkłów. Mąż zmarł po długiej chorobiw w styczniu 1627, musiała podjąć walkę o utrzymanie dóbr podolskich i litewskich majątku po swoich rodzicach jak i spadku po mężu. Zwróciła się po pomoc do hetmana Krzysztofa Radziwiłła w ochronie majętności litewskich W listach do niego polecała się jego opiece wraz z dziećmi. Przebywała w województwie ruskim w Brzeżanach. Trudności finansowe spowodowały, że musiała część dóbr zastawić lub puścić w dzierżawę. Była hojną protektorką dominikanów lwowskich. Obdarowała klasztor Karmelitów w Hussakowie, 25 czerwca 1631 zapisała karmelitom bosym w Krakowie dla ich klasztoru część gruntu wraz z ogrodem i budynkami, a w 1632 dodała domy i place w Krakowie, które odziedziczyła po marszałku koronnym Mikołaju Wolskim. W 1632 przepisała na rzecz syna Adama Hieronima dobra litewskie, a w 1633 na rzecz szwagra, podczaszego koronnego Mikołaja Sieniawskiego część dóbr w województwie ruskim. Anna Eufrozyna zmarła w kwietniu 1633. Została pochowana w kościele Dominikanów lwowskich 12 maja 1633; mowę pogrzebową wygłosił Jakub Sobieski.